# ロドリゴ・ゲレロ
ロドリゴ・ゲレロ（Rodrigo Guerrero、1988年1月10日 - ）は、メキシコの男性プロボクサー。メキシコシティ出身。元IBF世界スーパーフライ級王者。

## 来歴
2005年7月28日、プロデビューを果たし4回引き分けでデビュー戦はドローでキャリアをスタートした。ゲレロのデビューウェイトは現在のスーパーフライ級ではなくバンタム級でリングに上がった。
2006年3月30日、アベル・ロメロとの対戦で0-2の判定負けを喫してプロ初黒星になった。
初黒星で気持ちを切り替えたゲレロは得意の打撃戦に持ち込みKOを量産。判定まで粘れるタフさまで身に付いた。
2008年7月26日、後のIBF世界スーパーフライ級王者ファン・アルベルト・ロサスとWBCアメリカ大陸バンタム級王座決定戦を行い、2-1の判定勝ちを収め王座獲得に成功した。大きな勝利を得たゲレロはIBFで世界ランカー入りを果たした。
2009年4月11日、スーパーフライ級のテスト戦をアルフォンソ・バガラとの対戦し7回10秒バガラの右目が塞がったため棄権により9か月振りの実戦ながらもテスト戦をクリアした。
2010年3月6日、カリフォルニア州ランチョ・ミラージュのアグア・カリエンテ・カジノ・リゾート・スパにてWBA・WBC世界スーパーフライ級スーパー王者ビック・ダルチニアンと対戦し、スーパーフライ級クラス最強のダルチニアンを相手に積極的な前進を許し強打を浴びて攻められず0-3(108-120、110-118、111-117)の大差判定負けで王座獲得に失敗した。
2010年7月24日、フェデリコ・カツベイとIBF世界スーパーフライ級挑戦者決定戦を行い、3-0(117-111、116-112、115-113)の判定勝ちを収めクリスチャン・ミハレスへの挑戦権を獲得した。
2010年11月20日、オクラホマ州タッカービルのウィンスター・ワールド・カジノにてラウル・マルチネスとIBF世界スーパーフライ級挑戦者決定戦を行い、試合は終始ゲレロが優位に見えたが1-2(2者が113-115、117-111)の判定負けを喫しミハレスへの挑戦権獲得に失敗した。
2011年10月8日、バハ・カリフォルニア州ティフアナのアウディトリオ・ムニシパルにてミハレスの王座返上に伴いラウル・マルチネスとIBF世界スーパーフライ級王座決定戦を行った。試合は最初はシーソーゲームに展開だったが3回ゲレロがマルチネスからダウンを奪い先制した。その後マルチネスに追い上げられるも6回終了間際に両者の頭がぶつかり偶然のバッティングで負傷傷が大きいため終了。3-0(2者が57-56、59-54)の僅差負傷判定勝ちを収め1年前のリベンジに成功と同時に悲願の世界王座獲得に成功した。
2012年2月11日、シナロア州ロスモチスのアリナ・ユニオンにてファン・カルロス・サンチェス・ジュニアと対戦したが、試合前の前評判はIBF世界スーパーフライ級8位のサンチェス・ジュニアがロサスとタイプが似ており、長身選手を相手に勝利経験があったこともありゲレロの優位が伝えられた。試合はふたを返せばサンチェス・ジュニアの技巧に苦戦しなかなか強打が出ず0-3(109-119、112-116、113-115)の大差判定負け。一人は僅差を付けたが後は中差とほぼフルマーク完封の形で完敗を喫し初防衛に失敗し王座から陥落した。
2012年8月18日、バハ・カリフォルニア州バジェ・デ・グアダルーペでジョナサン・レコーナ・ラモスと対戦し、ラモスが5回終了時に棄権した為再起した。
2012年11月3日、カナダモントリオールベル・センターでIBF世界バンタム級14位セバスチャン・ゴーティエと対戦し、8回2分31秒TKO勝ちを収めランカー同士のサバイバルに成功しランキングを8位から4位に戻した。
2013年9月3日、香川県高松市サンメッセ香川にてファン・カルロス・サンチェス・ジュニアの王座剥奪に伴い元WBA世界フライ級王者でIBF世界スーパーフライ級3位で亀田三兄弟の次男亀田大毅（亀田ジム）とIBF世界スーパーフライ級王座決定戦を行い、12回0-3(109-117、112-114、110-116)の判定負けを喫し1年7か月振りの王座返り咲きに失敗した。なお大毅は2階級制覇を達成し、史上初めて3兄弟(長男亀田興毅、三男亀田和毅)同時世界王座になったことによりギネスブックに世界記録として認定されJBCでの公認後初のIBF世界王者になった。
2014年2月15日、チアパス州タパチュラのパレンケ・デ・ラ・フェリア・メソアメリカーナでダニエル・ロサスとノンタイトル10回戦を行い、7回2分26秒TKO勝ちを収め再起した。
2014年7月26日、イダルゴ州エパソユカンのセントロ・デ・エスペクタクロスで重江誉寛（真正ジム）とWBCインターナショナルバンタム級王座決定戦を行い、重江が8回終了時に棄権した為王座獲得に成功した。
2014年10月25日、ドゥランゴ州ゴメスパラシオのアウディトリオ・センテナリオでジョナタン・バアトと対戦し、6回39秒KO勝ちを収めWBCインターナショナル王座の初防衛に成功した。
2015年5月9日、アメリカ合衆国テキサス州ヒューストンのミニッツメイド・パークでアルトゥロ・バディージョとノンタイトル10回戦を行い、バディージョが7回終了時に棄権した為4試合連続となるKO勝ちを収めた。

## 獲得タイトル
- WBCアメリカ大陸バンタム級王座
- 第23代IBF世界スーパーフライ級王座（防衛0）
- WBCインターナショナルバンタム級王座
- メキシコスーパーバンタム級暫定王座